# Еврейско-грузинский язык
Еврейско-грузинский язык (груз. ყივრული ენა), он же грузиник, самоназвание киврули (ყივრული) — диалект грузинского языка, традиционное наречие грузинских евреев.

## Место в классификации языков
Еврейско-грузинский — единственный еврейский язык в картвельской семье. Место языка в классификации находится под вопросом: обычно он упоминается как диалект грузинского языка, но в некоторых источниках называется жаргоном торговцев-евреев в Грузии. Интересно, что этот жаргон составляет значительную часть грузинского сленга, которым пользуются разные маргинальные группы (например, воры в законе).
Бо́льшая часть лексики заимствована из грузинского, однако есть некоторое количество корней, пришедших из иврита и арамейского.

## Распространение и статус
Всего насчитывается около 62 600 носителей диалекта. Из них в Грузии проживает только 2800 (2015), а почти 60 000 находится в Израиле (2005). В Израиле использование еврейско-грузинского сокращается под влиянием иврита, официального языка страны. Количество носителей в Грузии значительно сократилось из-за эмиграции, начавшейся в 1970-е.